# 安凤成
安凤成（1951年—），山东日照人，汉族，中华人民共和国政治人物、第十一届全国人民代表大会吉林地区代表。
毕业于吉林省委党校工商管理专业，是中共党员。担任通钢集团董事长、党委书记。2008年起担任全国人大代表。